# Бондари (Себежский район)
Бондари — деревня в Себежском районе Псковской области России. Входит в состав сельского поселения «Себежское».

## География
Находится на юго-западе региона и района, в лесной местности около озера Ница, на территории национального парка «Себежский». Фактически деревня слилась с д. Пискуны в одно селение.
Уличная сеть не развита[прояснить].

## История
В 1802—1924 годах земли поселения входили в Себежский уезд Витебской губернии.
В 1941—1944 гг. деревня находилась под фашистской оккупацией войсками Гитлеровской Германии.
До 1 января 2011 года деревня Бондари входила в ныне упразднённую Глембочинскую волость. В 2010 году, согласно Закону Псковской области от 03.06.2010 № 984-ОЗ, деревня Бондари после объединения пяти волостей (Глембочинской, Долосчанской, Дубровской, Лавровской и Томсинской) вошла в образованное муниципальное образование «Себежское сельское поселение».

## Население
| 2001 | 2002 | 2010 |
| ---- | ---- | ---- |
| 35   | ↘22  | ↘17  |

Согласно результатам переписи 2002 года, в национальной структуре населения русские составляли 95 % от общей численности в 22 чел..

## Инфраструктура
Личное подсобное хозяйство.

## Транспорт
Деревня доступна по автодороге 58К-558 Себеж — Глубочица — Граница с Республикой Беларусь.
Автомобильная дорога общего пользования местного значения Бондари — Жуки (идентификационный номер 58-254-870 ОП МП 58Н-047), длиной 1,9 км